# LaceDarius Dunn
LaceDarius Dunn (Monroe, 5 settembre 1987) è un cestista statunitense.

## Palmarès
- Campionati portoghesi: 2

Benfica: 2012-13, 2016-17
- Coppa di Portogallo: 1

Benfica: 2017